# Classificació de la Copa del Món de futbol 2010-CAF Tercera Ronda
Resultats de la Tercera Ronda de classificació de la Classificació de la Copa del Món de futbol 2010 i la Copa d'Àfrica de Nacions 2010.
Els 12 campions i els 8 segons de la segona ronda de classificació foren dividits en 5 grups de 4 equips, en el sorteig celebrat el 22 d'octubre de 2008 a Zúric. Els cinc campions es classificaren per la fase final de la Copa del Món de futbol 2010. A més, els tres primers de cada grup assolien plaça per la Copa d'Àfrica de 2010 a Angola.

## Grup A
Error de Lua a Mòdul:Sports_table/sub a la línia 10: attempt to concatenate local 'text' (a nil value).
| Togo         | 1–0    | Camerun |
| ------------ | ------ | ------- |
| Adebayor 11' | Report |         |

| Marroc          | 1–2    | Gabon                        |
| --------------- | ------ | ---------------------------- |
| El Hamdaoui 83' | Report | P. Aubameyang 34' · Méyé 45' |

| Gabon                            | 3–0    | Togo |
| -------------------------------- | ------ | ---- |
| Ecuele 11' · Méyé 67' · Brou 81' | Report |      |

| Camerun | 0–0    | Marroc |
| ------- | ------ | ------ |
|         | Report |        |

| Marroc | 0–0    | Togo |
| ------ | ------ | ---- |
|        | Report |      |

| Gabon | 0–2    | Camerun               |
| ----- | ------ | --------------------- |
|       | Report | Emaná 65' · Eto'o 67' |

| Togo       | 1–1    | Marroc        |
| ---------- | ------ | ------------- |
| Salifou 3' | Report | Taarabt 90+2' |

| Camerun                | 2–1    | Gabon      |
| ---------------------- | ------ | ---------- |
| Makoun 25' · Eto'o 64' | Report | Cousin 90' |

| Camerun                             | 3–0    | Togo |
| ----------------------------------- | ------ | ---- |
| Geremi 29' · Makoun 46' · Emaná 54' | Report |      |

| Gabon                                             | 3–1    | Marroc      |
| ------------------------------------------------- | ------ | ----------- |
| Mahdoufi 43' (p.p.) · Mouloungui 65' · Cousin 70' | Report | Taarabt 88' |

| Marroc | 0–2    | Camerun              |
| ------ | ------ | -------------------- |
|        | Report | Webó 19' · Eto'o 52' |

| Togo      | 1–0    | Gabon |
| --------- | ------ | ----- |
| Ayité 71' | Report |       |

## Grup B
Error de Lua a Mòdul:Sports_table/sub a la línia 10: attempt to concatenate local 'text' (a nil value).
| Kenya      | 1–2    | Tunísia              |
| ---------- | ------ | -------------------- |
| Oliech 70' | Report | Jemal 6' · Jemâa 79' |

| Moçambic | 0–0    | Nigèria |
| -------- | ------ | ------- |
|          | Report |         |

| Tunísia                              | 2–0    | Moçambic |
| ------------------------------------ | ------ | -------- |
| Ben Yahia 21' (pen.) · Darragi 90+1' | Report |          |

| Nigèria                             | 3–0    | Kenya |
| ----------------------------------- | ------ | ----- |
| I. Uche 2' · Obinna 72' (pen.), 77' | Report |       |

| Kenya                           | 2–1    | Moçambic      |
| ------------------------------- | ------ | ------------- |
| J. Owino 8' · Mariga 72' (pen.) | Report | Domingues 49' |

| Tunísia | 0–0    | Nigèria |
| ------- | ------ | ------- |
|         | Report |         |

| Moçambic      | 1–0    | Kenya |
| ------------- | ------ | ----- |
| Tico-Tico 66' | Report |       |

| Nigèria                      | 2–2    | Tunísia                  |
| ---------------------------- | ------ | ------------------------ |
| Odemwingie 23' · Eneramo 80' | Report | Taïder 24' · Darragi 89' |

| Nigèria      | 1–0    | Moçambic |
| ------------ | ------ | -------- |
| Obinna 90+3' | Report |          |

| Tunísia  | 1–0    | Kenya |
| -------- | ------ | ----- |
| Jemâa 1' | Report |       |

| Kenya                  | 2–3    | Nigèria                       |
| ---------------------- | ------ | ----------------------------- |
| Oliech 15' · Wanga 77' | Report | Martins 60', 81' · Yakubu 64' |

| Moçambic  | 1–0    | Tunísia |
| --------- | ------ | ------- |
| Dário 83' | Report |         |

## Grup C
Error de Lua a Mòdul:Sports_table/sub a la línia 10: attempt to concatenate local 'text' (a nil value).
| Ruanda | 0–0    | Algèria |
| ------ | ------ | ------- |
|        | Report |         |

| Egipte   | 1–1    | Zàmbia      |
| -------- | ------ | ----------- |
| Zaki 27' | Report | Kasonde 56' |

| Zàmbia     | 1–0    | Ruanda |
| ---------- | ------ | ------ |
| Kalaba 78' | Report |        |

| Algèria                                  | 3–1    | Egipte        |
| ---------------------------------------- | ------ | ------------- |
| Matmour 60' · Ghezzal 64' · Djebbour 77' | Report | Aboutrika 86' |

| Zàmbia | 0–2    | Algèria                   |
| ------ | ------ | ------------------------- |
|        | Report | Bougherra 21' · Saïfi 66' |

| Egipte                                | 3–0    | Ruanda |
| ------------------------------------- | ------ | ------ |
| Aboutrika 64', 90' · Hosny 74' (pen.) | Report |        |

| Ruanda | 0–1    | Egipte     |
| ------ | ------ | ---------- |
|        | Report | Hassan 67' |

| Algèria   | 1–0    | Zàmbia |
| --------- | ------ | ------ |
| Saïfi 59' | Report |        |

| Zàmbia | 0–1    | Egipte    |
| ------ | ------ | --------- |
|        | Report | Hosny 69' |

| Algèria                                          | 3–1    | Ruanda     |
| ------------------------------------------------ | ------ | ---------- |
| Ghezzal 22' · Belhadj 45+2' · Ziani 90+5' (pen.) | Report | Mutesa 19' |

| Ruanda | 0–0    | Zàmbia |
| ------ | ------ | ------ |
|        | Report |        |

| Egipte                 | 2–0    | Algèria |
| ---------------------- | ------ | ------- |
| Zaki 3' · Moteab 90+5' | Report |         |

### Desempat
| Egipte | 0–1    | Algèria   |
| ------ | ------ | --------- |
|        | Report | Yahia 40' |

## Grup D
Error de Lua a Mòdul:Sports_table/sub a la línia 10: attempt to concatenate local 'text' (a nil value).
| Sudan               | 1–1    | Mali        |
| ------------------- | ------ | ----------- |
| Mudather Karika 23' | Report | Kanouté 19' |

| Ghana    | 1–0    | Benín |
| -------- | ------ | ----- |
| Tagoe 1' | Report |       |

| Benín          | 1–0    | Sudan |
| -------------- | ------ | ----- |
| Omotoyossi 22' | Report |       |

| Mali | 0–2    | Ghana                   |
| ---- | ------ | ----------------------- |
|      | Report | Asamoah 67' · Amoah 79' |

| Sudan | 0–2    | Ghana         |
| ----- | ------ | ------------- |
|       | Report | Amoah 6', 52' |

| Mali                                 | 3–1    | Benín           |
| ------------------------------------ | ------ | --------------- |
| Maïga 29' · Diallo 76' · Kanouté 84' | Report | S. Tchomogo 15' |

| Benín      | 1–1    | Mali        |
| ---------- | ------ | ----------- |
| Aoudou 87' | Report | Samassa 72' |

| Ghana                    | 2–0    | Sudan |
| ------------------------ | ------ | ----- |
| Muntari 14' · Essien 53' | Report |       |

| Benín      | 1–0    | Ghana |
| ---------- | ------ | ----- |
| Aoudou 89' | Report |       |

| Mali        | 1–0    | Sudan |
| ----------- | ------ | ----- |
| Kanouté 89' | Report |       |

| Sudan                       | 1–2    | Benín                              |
| --------------------------- | ------ | ---------------------------------- |
| Hassan Korongo 45+1' (pen.) | Report | Omotoyossi 34' (pen.) · Koukou 62' |

| Ghana                 | 2–2    | Mali                  |
| --------------------- | ------ | --------------------- |
| Amoah 65' · Annan 83' | Report | Fané 23' · Ndiaye 68' |

## Grup E
Error de Lua a Mòdul:Sports_table/sub a la línia 10: attempt to concatenate local 'text' (a nil value).
| Burkina Faso                                   | 4–2    | Guinea                             |
| ---------------------------------------------- | ------ | ---------------------------------- |
| Kéré 23' · Traoré 30' · Dagano 55' (pen.), 71' | Report | Feindouno 65' (pen.) · Zayatte 86' |

| Costa d'Ivori                                                | 5–0    | Malawi |
| ------------------------------------------------------------ | ------ | ------ |
| Romaric 1' · Drogba 6' (pen.), 27' · Kalou 59' · B. Koné 70' | Report |        |

| Malawi | 0–1    | Burkina Faso |
| ------ | ------ | ------------ |
|        | Report | Dagano 68'   |

| Guinea          | 1–2    | Costa d'Ivori             |
| --------------- | ------ | ------------------------- |
| S. Bangoura 65' | Report | B. Koné 44' · Romaric 72' |

| Burkina Faso             | 2–3    | Costa d'Ivori                               |
| ------------------------ | ------ | ------------------------------------------- |
| Pitroipa 27' · Bancé 78' | Report | Y. Touré 14' · Tall 54' (p.p.) · Drogba 70' |

| Guinea             | 2–1    | Malawi      |
| ------------------ | ------ | ----------- |
| Feindouno 25', 43' | Report | Msowoya 88' |

| Malawi           | 2–1    | Guinea       |
| ---------------- | ------ | ------------ |
| Msowoya 46', 59' | Report | Kalabane 38' |

| Costa d'Ivori                                                          | 5–0    | Burkina Faso |
| ---------------------------------------------------------------------- | ------ | ------------ |
| Panandétiguiri 12' (p.p.) · Drogba 48', 65' · Y. Touré 55' · Keïta 68' | Report |              |

| Malawi     | 1–1    | Costa d'Ivori |
| ---------- | ------ | ------------- |
| Ngwira 64' | Report | Drogba 67'    |

| Guinea  | 1–2    | Burkina Faso                   |
| ------- | ------ | ------------------------------ |
| Bah 82' | Report | Dagano 37' (pen.) · Bamogo 59' |

| Burkina Faso | 1–0    | Malawi |
| ------------ | ------ | ------ |
| Dagano 47'   | Report |        |

| Costa d'Ivori                 | 3–0    | Guinea |
| ----------------------------- | ------ | ------ |
| Gervinho 16', 31' · Tiéné 67' | Report |        |